# LANI KAI
LANi KAI(中國語表記天国之海)是夏之管(TUBE)在2000年7月20日推出的第22張專輯。

## 收錄曲目
（全作詞:前田亘輝）（全作曲:春畑道哉）
1. LANI KAI～天国之海～(LANI KAI～天国の海～)
2. 倒计时到盛夏(真夏へCount Down)
3. Truth of Time
4. 恋愛旅団
5. OVER the TEARS
6. 漆黑K(真っ黒Ｋ)
7. 我是为我(僕が僕であるために)
8. Treasure Island
9. 你什么是爱？不知道(What's Love?君は知らない)
10. Half Moon
11. 想變成彩虹（虹になりたい）